# Юзефово (гміна Жґув)
Юзефово (пол. Józefowo) — село в Польщі, у гміні Жґув Конінського повіту Великопольського воєводства.
Населення — 42 особи (2011).
У 1975—1998 роках село належало до Конінського воєводства.

## Демографія
Демографічна структура станом на 31 березня 2011 року:
|          | Загалом | Допрацездатний вік | Працездатний вік | Постпрацездатний вік |
| -------- | ------- | ------------------ | ---------------- | -------------------- |
| Чоловіки | 17      | 4                  | 12               | 1                    |
| Жінки    | 25      | 10                 | 9                | 6                    |
| Разом    | 42      | 14                 | 21               | 7                    |